# 東郷実

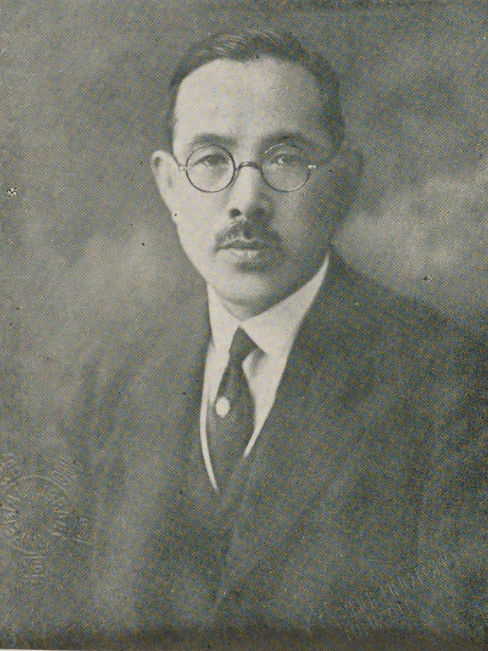
東郷実。6尺近い長身で、温厚篤実。植民地政策の著書多数

東郷 実（とうごう みのる、1881年（明治14年）11月12日 - 1959年（昭和34年）7月31日）は、明治から昭和にかけての日本の農学者・植民政策学者・政治家。鹿児島県出身。千葉工業大学初代理事長。

## 経歴
鹿児島県曽於郡財部町（現曽於市）の士族の家に生まれ、9歳で実母を亡くす。地元の小学校を卒業後、明治27年（1894年）に13歳で勉学のために上京。麻布北新門前町（現・港区東麻布二丁目）の親類宅に寄宿し、東京府立第一中学校を経て、明治32年（1899年）に札幌農学校（現・北海道大学農学部）に入学、植民政策を専攻して明治38年（1905年）に卒業、翌年卒論を『日本植民論』として刊行（序文に新渡戸稲造）。新渡戸の紹介で同年彰化庁嘱託殖産係長として台湾に渡り、明治40年（1907年）に台湾総督府の殖産局農商課に技師として入る。明治42年（1909年）に総督府よりドイツ留学の命を受け、ベルリン大学に留学。2年の留学後英米各地を視察して帰国、明治45年（1912年）に台湾総督府に戻り、総督官房調査課長まで昇った。大正8年（1919年）に農学博士号を取得。
1924年（大正13年）の第15回衆議院議員総選挙に当時の鹿児島7区から政友本党の公認候補として立候補して初当選、以後通算8期当選を果たし、農政通として党内で重きをなす一方、東京商科大学・日本大学・拓殖大学・東洋大学などの講師を務めた。
総選挙に初当選して間もなく政友本党を離党して立憲政友会に入党し犬養内閣の逓信参与官、齋藤内閣の文部政務次官、政友会政務調査会長を歴任、政友会の分裂後は革新派（総裁・中島知久平）に属して幹事長を務めた。戦時中に翼賛政治会代議士会長、大日本政治会政務調査会長を務めたことから、戦後は大日本政治会の後身である日本進歩党の結党に参加したものの、他の進歩党所属議員の大半とともに公職追放となる。追放解除後、自由党公認で第25回衆議院議員総選挙に出馬して当選を果たすも、翌1953年のバカヤロー解散を機に政界から引退した。

## 家族
東郷家の遠祖は東郷氏 (薩摩国)の東郷実重とされ、薩摩東郷氏には実や重を使った名が多い。
父親は鹿児島県士族東郷実彦（1844-1928）で、西南戦争に従軍し、明治32年に財部町町長を務め、国都線（現・日豊本線）の財部への延伸に尽力した。長女逸子の夫は麻生太吉の孫の麻生義太賀。